# Rossendorf (Dresden)

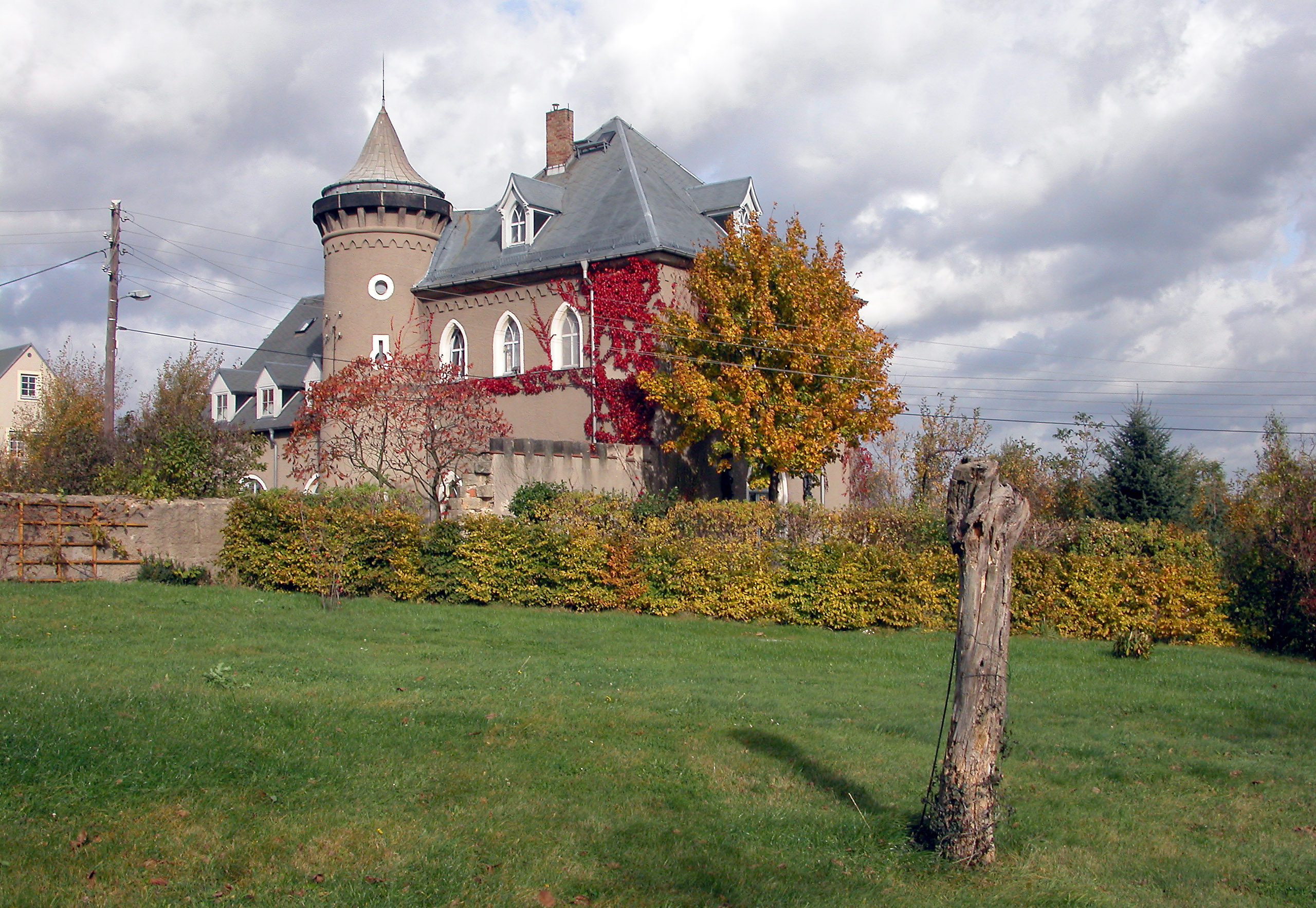
Rittergut Rossendorf, Herrenhaus

Rossendorf ist ein Ortsteil der zur Stadt Dresden gehörenden Ortschaft Schönfeld-Weißig und zählt statistisch zu Schönfeld/Schullwitz.
Der Ortsname leitet sich ab vom altsorbischen Personennamen „Rosłav“. Rossendorf wird 1350 erstmals als Wüstung „villa Roslendorf desolata“ und „Roslawendorf“ erwähnt. Der heutige Ort ist eine Neugründung auf der Flur der gleichnamigen Wüstung. Der Wüstungsname wurde im 19. Jahrhundert offenbar in „Rottendorf“ umgedeutet und dabei eventuell volksetymologisch auch an „verrottendes Dorf“ angelehnt.

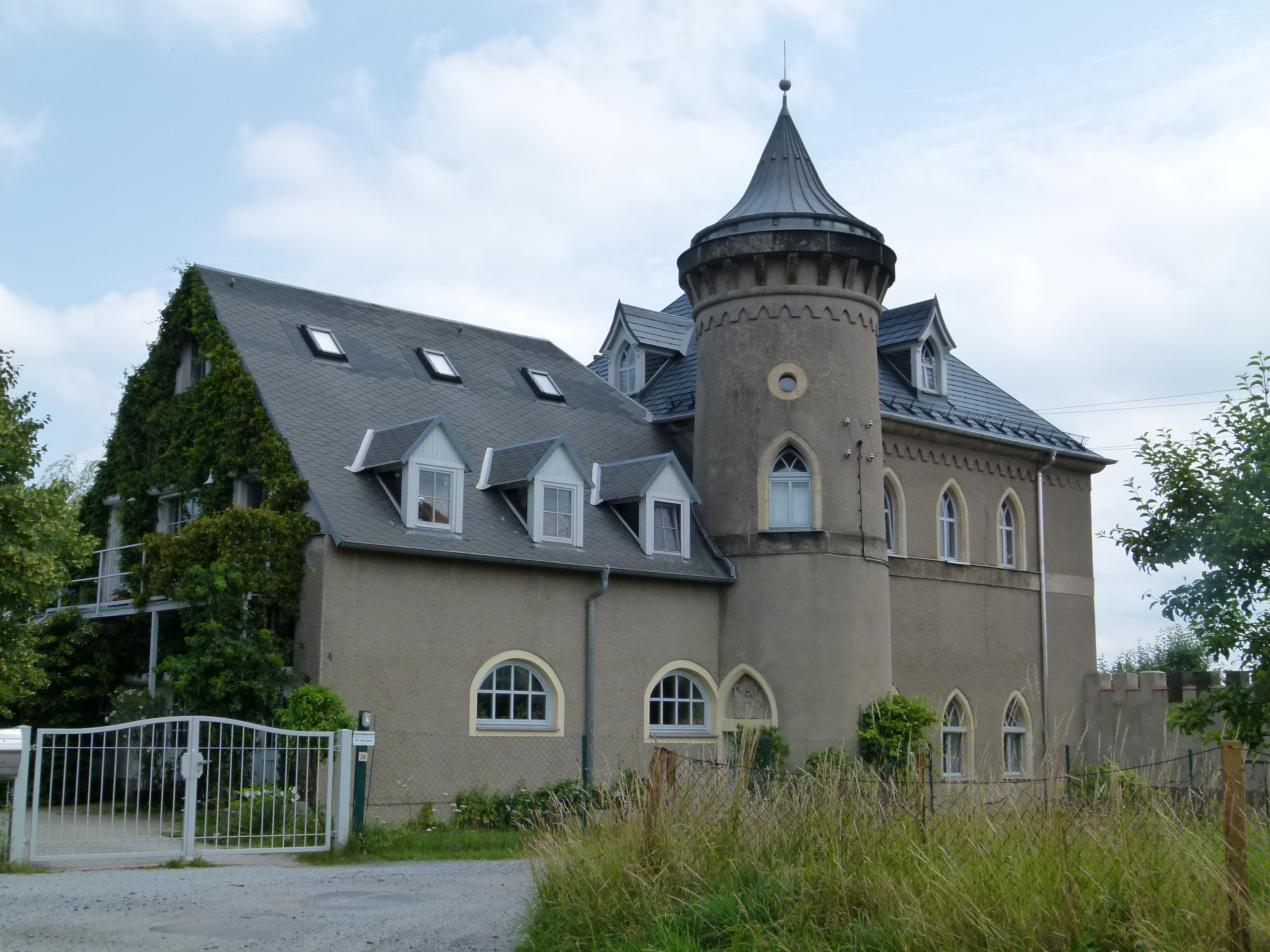
Turmhaus des Rittergutes Rossendorf

1429 wurde ein Vorwerk namens Rossendorf urkundlich erwähnt, aus welchem später das Rittergut Rossendorf hervorging.
Der Ortsteil ist zwar nicht sehr klein, hat aber im Gegensatz zu anderen Teilen Dresdens sehr wenige Einwohner. Durch das Helmholtz-Zentrum Dresden-Rossendorf ist Rossendorf auch überregional bekannt.
Etwa 150 Meter neben dem Rossendorfer Teich entspringt die Prießnitz.
Nördlich der B6 befindet sich die Siedlung Rossendorf, die heute eine Ortslage des Radeberger Ortsteiles Großerkmannsdorf ist.